# 北派工作員
北派工作員（ほくはこうさくいん、朝鮮語: 북파공작원 / 北派工作員）とは、大韓民国が朝鮮民主主義人民共和国（北朝鮮）に派遣した工作員のことである。

## 概要
大韓民国政府は対北朝鮮の特殊部隊として北派工作員を組織している。朝鮮戦争中の1952年8月には朝鮮民主主義人民共和国の金日成首相を捕まえるために北朝鮮江原道元山に侵入したが作戦は失敗している。
1953年7月27日の朝鮮戦争休戦協定署名後も韓国政府は北派工作員を北朝鮮に送り込み続けさまざまな工作活動を行った。1972年までに韓国は1万人を超える北派工作員を北朝鮮に送り込み、7,726人を失踪処理している。
1971年8月23日に発生した北派工作員部隊である684部隊の反乱事件（実尾島事件）は『シルミド』として映画化され、同部隊の存在が広く知られるきっかけとなった。
2002年9月、鉄パイプ・斧などで武装した元北派工作員300人余りがソウル市内でデモを行い、凶器を振り回し、LPGに火をつけるなどして警察官26名が負傷する事件を起こしている。
高額な報酬を約束して候補者を勧誘しておきながら、いざ工作員として任務を成功させても全く報酬が支払われず、極秘任務であることから抗議や請求に踏み切ることもできず、元工作員は泣き寝入りを強いられた。また、寝返りや秘密の漏洩を危惧する監視員によって職場や近所を荒らされ、犯罪者ではないかとの疑いを持たれて解雇や転居の憂き目に遭う者も多かった。北派工作員は正規軍（大韓民国国軍）でないことから、若くして工作員となった者の中には未だ兵役義務を果たしていないとみなされ改めて軍隊に召集されることもあったという。1998年に発足した金大中政権以降、補償を求める元工作員の運動が活発化している。